# Именичка заменица
Заменице (ијек. замјенице) представљају једну од променљивих врста речи. Оне се односе на лица, ствари, особине, односно замењују именице или придеве. Деле се на именичке и придевске.
Заменице су традиционално сматране једним од делова говора, али део модерних теоретичари их не сматра јединственом класом, с обзиром на разноврсност лингвистичких функција које обављају. Један пример заменице је „њихово”, што је и плурално и сингуларно. Подтипови обухватају личне и посесивне заменице, рефлексне и реципрочне заменице, демонстративне заменице, релативне и упитне заменице и неодређене заменице.‍:1–34
Употреба заменица често укључује анафору, где значење заменице зависи од претходних речи. На пример, у реченици „Онај јадни човек изгледа као да му је потребан нови капут”, антецедент заменице „он” („му”) је зависан од „онај јаднi човек”.
Придев који се односи на заменицу је прономиналан. Прономинална је такође реч или фраза која делује као заменица. На пример, у „То није онај који сам ја хтео”, израз „онај” је прономиналан.

## Теоријска разматрања

### У граматици
Заменице (antōnymía) су наведене као један од осам делова говора у делу Уметност граматике, расправи о грчкој граматици која се приписује Дионисију Фракијском и потиче из 2. века п. н. е. Заменица се тамо описује као „део говора који је замењив за именицу и означен за особу”. Заменице су и даље сматране делом говора у латинској граматици (латински термине је лат. pronomen, од чега потиче енглески назив, преко средњофранцуске речи), и стога генерално у европској традицији.
У модернијим приступима, мање је вероватно да ће се заменице сматрати класом једне речи, због много различитих синтактичких улога које играју, што је представљено различитим врстама заменица које су наведене у претходним одељцима.
|                | Заменица | Пример              |
| -------------- | -------- | ------------------- |
| Присвојна      | наш      | наша слобода        |
| Демонстративна | овај     | овај господин       |
| Неодређена     | неки     | неке жабе           |
| Негативна      | ниједан  | ниједна информација |
| Упитна         | чији     | чија опција         |

### У лингвистици
Лингвисти имају знатних потешкоћа са сврставањем заменица у једну категорију, и неки се не слажу да заменице замењују именице или именичке категорије. Одређене врсте заменица су често идентичне или сличне форме одређивачима са сродним значењем; неки примери су дати у табели десно. Ова опсервација је навела неке лингвисте, као што је Пол Постал, да сматрају заменице као одреднице код којих је именица или именична фраза која им следи избрисана. (Такав приступ се чак може навести за одређене личне заменице; на пример, ми и ви би могли да буду анализирани као одређивачи у изразима као што су ми Британци и ви тенисери.) Други лингвисти су заузели слично становиште, уједињујући заменице и одређиваче у једну класу, која се понекад назива „детерминатор-заменица”, или сматрају детерминаторе као поткласу заменица или обрнуто. Разлика се може сматрати једном од поткатегоризација или валенција, слично прављењу разлике између прелазних и непрелазних глагола - одређивачи су допуна именичке фразе као што је случају са прелазним глаголима, за разлику од заменица. Ово је конзистентно са стајалиштем о одређивању израза, при чему се одређивач, а не именица која следи, сматра главом фразе. У лингвистици се често среће становиште према коме заменице деле три различите категорије: тачку гледишта, особу и број. Међутим, ширина сваке поткатегорије се разликује међу језицима.

#### Везујућа теорија и антецеденти
Употреба заменица често обухвата анафору, где значење заменице зависи од другог референтног елемента. Референт заменице је често исти као онај претходне (или понекад следеће) именичне фразе, што се назива антецедентом заменице. Граматичко понашање одређених врста заменица, а посебно њихова могућа веза са њиховим претходницима, била је у средишту студија везивања, посебно у Чомскијанској управи и теорији везивања. У овом обједињавајућем контексту, рефлексивне и реципрочне заменице на енглеском језику (као што су himself и each other) називају се анафори (у специјализованом рестриктивном смислу), а не заменички елементи. У складу са теоријом везивања, специфични принципи се примењују на различите групе заменица.